# Niekodujący RNA
Niekodujący RNA – w szerokim znaczeniu każdy transkrypt, lub jego element, niemający potencjału kodowania białek (brak otwartych ramek odczytu). Termin ten obejmować może wszystkie transkrypty z wyjątkiem matrycowego RNA, jak również sekwencje intronów usuwane w procesie dojrzewania pre-mRNA oraz rejony niepodlegające translacji przy końcach 5’ i 3’ mRNA. Ze względu na funkcje pełnione w komórce niekodujący RNA podzielić można na konstytutywny i regulatorowy.

## Konstytutywny niekodujący RNA
Konstytutywny niekodujący RNA bierze udział w podstawowych procesach związanych z ekspresją genów i obejmuje RNA zaangażowany w procesy translacji (tRNA i rRNA), dojrzewania i modyfikacji pierwotnych transkryptów (snRNA, snoRNA, RNA rybonukleazy P), transport (SRP RNA) lub replikację DNA (RNA telomerazy).

## Regulatorowy niekodujący RNA
Drugą dużą grupę niekodujących transkryptów stanowi regulatorowy RNA, którego ekspresja jest często związana z określonym stadium rozwoju lub różnicowania komórki, albo wykazuje specyficzność tkankową, albo podlega modulacji przez biotyczne lub abiotyczne czynniki środowiskowe. RNA taki występuje zarówno w komórkach prokariotycznych, jak i eukariotycznych, gdzie pełni kluczową rolę w wielu procesach jako element modulujący ekspresję genów na wielu poziomach – począwszy od modyfikacji struktury chromatyny, poprzez transkrypcję, składanie pre-mRNA, transport, po regulację translacji i wpływ na stabilność transkryptów.

## Rola niekodującego RNA
Niekodujący RNA wpływa na procesy regulacyjne na praktycznie wszystkich etapach transmisji informacji genetycznej: od DNA do białka. Szczególnie spektakularne wydaje się być zaangażowanie pewnego ncRNA w mechanizmy prowadzące do specyficznej ekspresji genów, przez modyfikację struktury chromatyny.

## Przykłady niekodującego RNA
Najlepiej opisanymi w literaturze przykładami są procesy związane z wyrównywaniem poziomu ekspresji genów z chromosomów X między komórkami męskimi (XY) i żeńskimi (XX) u ssaków oraz muszki owocowej (Drosophila melanogaster). Zarówno inaktywacja jednego z chromosomów X w komórkach żeńskich ssaków, jak i zwiększenie poziomu transkrypcji z pojedynczego chromosomu X w komórkach męskich muszki, związane jest z modyfikacją struktury chromatyny. W obydwu tych przypadkach kluczowymi elementami molekularnej maszynerii zaangażowanej w te procesy jest niekodujący RNA. U ssaków produkt genu Xist (XIST, X-inactive specific transcript), podlegający ekspresji z losowo wybranego do inaktywacji chromosomu X, w swoisty sposób pozostaje związany z jego chromatyną, stanowiąc molekularny znacznik dla rekrutacji czynników białkowych, które z kolei dokonują modyfikacji histonów (deacetylacji) i DNA (metylacji wysp CpG). Xist RNA jest długim (~17 kpz) niekodującym RNA, podobnie jak wiele innych eukariotycznych ncRNA, z pewnymi cechami mRNA (poliadenylacja, składanie, hipermodyfikowana struktura czapeczki na końcu 5’). Nie posiada on jednak otwartej ramki odczytu, sugerującej istnienie jakiegoś produktu białkowego.